# Prix européen d'architecture Philippe-Rotthier
Le prix européen d'architecture Philippe Rotthier pour la reconstruction de la ville est un prix d'architecture décerné par la Fondation pour l'architecture Philippe Rotthier de Bruxelles.
Ce prix, créé en 1982 et décerné tous les trois ans, a comme but « la mise en valeur d’une production architecturale et urbaine contemporaine » et « le renforcement de l’exigence du public, des élus et des commanditaires ». Il vise ainsi à « récompenser les plus beaux quartiers construits en Europe ces 25 dernières années », favorisant ainsi une architecture qui s'inscrit dans la tradition des plus belles villes d’Europe. En 2007, le prix représentait un montant de 30 000 €.

## Mentions
Le prix se décline en plusieurs mentions : meilleure opération de renaissance urbaine dans une ville de banlieue, meilleure Nouvelle ville, meilleure reconstruction d'un centre historique, meilleure reconstruction d'un centre ville, meilleur Nouveau village, meilleure intervention publique, meilleur centre de quartier, meilleure place d'Europe, meilleure nouvelle Cité-jardin, meilleure zone urbaine.

## Palmarès
Les jurys successifs, sous la présidence de l'architecte belge Maurice Culot ont décerné le prix de la manière suivante :
- 1982 : 
  - Lauréats : Manuel Manzano-Monis et Quinlan Terry (en)
  - Mentions : Christian Langlois, Daniel Lelubre, Ferdinand Joachim & Valérie Gevers, Sune Malmquist, Manuel Iniguez & Alberto Ustarroz
- 1987 :
  - Lauréats : Jean-Pierre Errath, Manuel Iñiguez & Alberto Ustarroz, Ernst Schirmacher, Pompeo Trisciuoglio
  - Mentions spéciale: Abdel-Wahed El-Wakil (en)
  - Mentions : Olivier De Mot & Jean-François Lehembre
- 1992 :
  - Lauréats : Javier Cenicacelaya & Iñigo Salona, Demetri Porphyrios (en), Piotr Choynowski, Robert De Gernier
  - Mentions : Luis de Armiño & Vicente Vidal & Francisco Picó Silvestre, Liam O’Connor, Ivo, Gabriele Tagliaventi & Ass.
- 1995 :
  - Lauréats : Jacques Leccia & Christian Parra, Guy Montharry, Pierre Sicard & Michel Authié, Daniel Staelens
  - Mentions spéciale: Tarak Ben Miled
  - Mentions : Peter P. Pavlov et Marina P. Pavlova
- 1998 : 
  - Lauréats : François Spoerry (premier prix pour la reconstruction de la ville pour l'extension du village de Gassin), Société immobilière de Mayotte, Pier Carlo Bontempi (en)
  - Prix d’honneur : Demetri Porphyrios & Ass.
  - Mentions : Jean-Jacques Ory, Atelier de l’Arbre d’Or, Atelier d’Art Urbain
- 2002: 
  - Lauréats : Eusebio Leal Spengler (en) & La Oficina del Historiador de la Ciudad
  - Mentions : Alberto Castro Nunes & António Maria Braga (en), André Stevens & Mohamad Garad, Lorenzo Custer & Beride-Ticino, Bernard Dehertogh & Jean Mereau, Marcel Kalberer, Cesar Portela,

- 2005 : 
  - Lauréats : Emir Kusturica

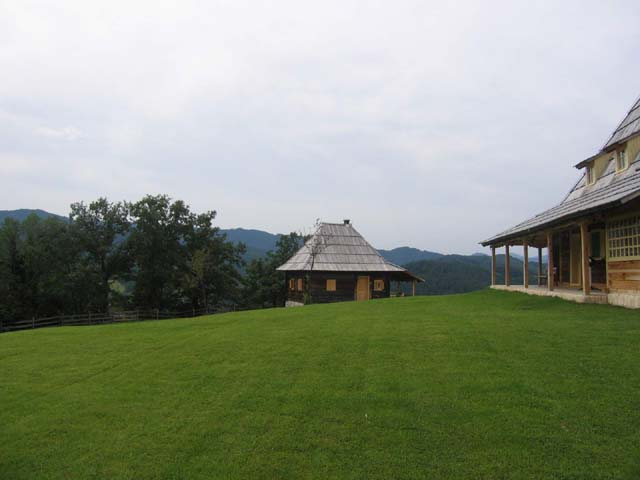
Küstendorf, village construit par Emir Kusturica en Serbie pour lequel il obtient le prix en 2005

  - Prix d’honneur : Pedro Pacheco & Marie Clément, Ariel Balmassière
  - Mentions : Jacques Moulin, Aleksander Wolodarski, Cesar Portela

- 2008 :  
  - Lauréats :

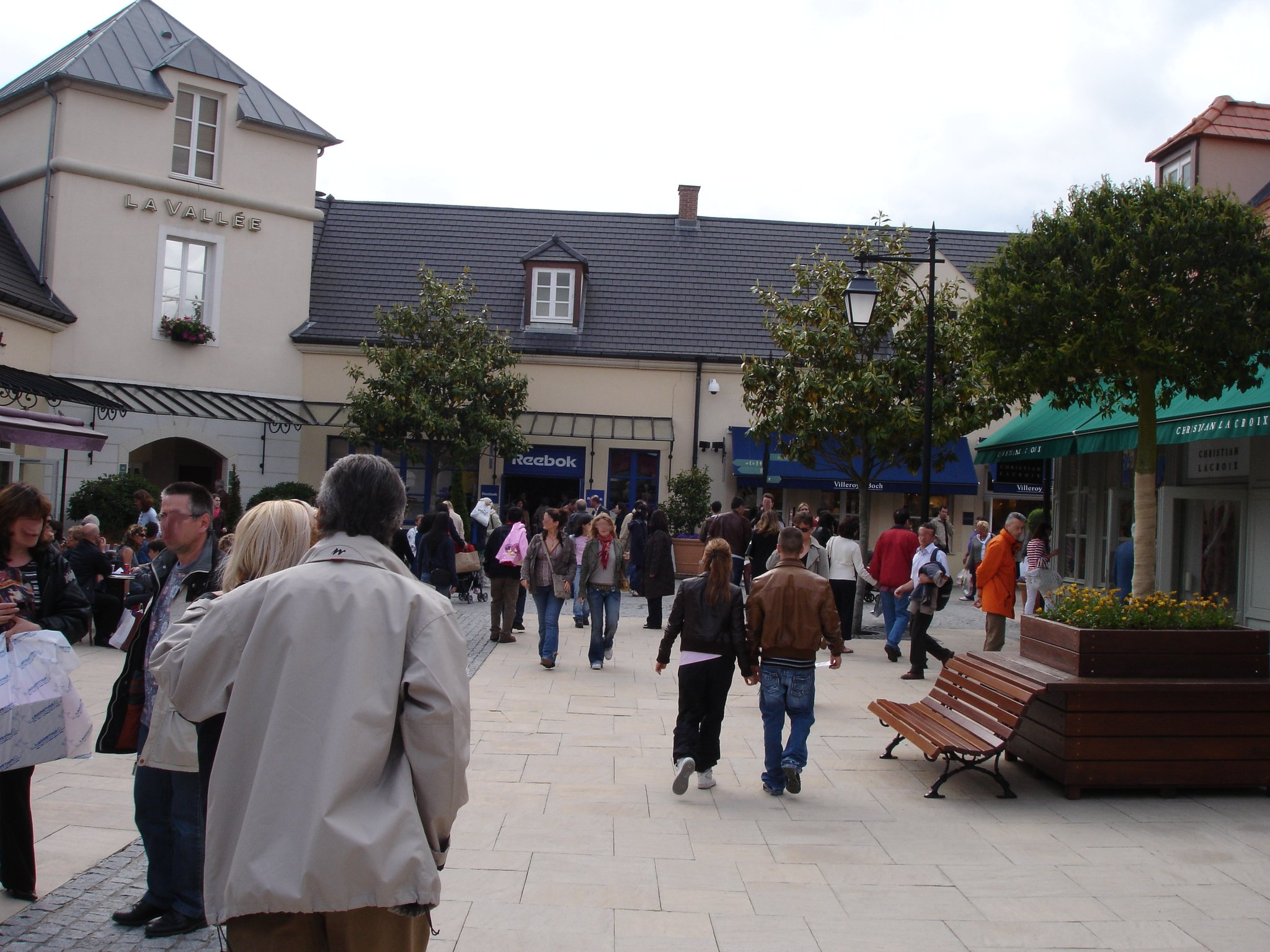
Val d'Europe, La Vallée Outlet Shopping Village

    - Grand prix pour la meilleure opération de renaissance urbaine dans une ville de banlieue : Le Plessis-Robinson, France Xavier Bohl, Marc Breitman, Nada Breitman
    - meilleure Nouvelle ville : Val d'Europe, Île-de-France ;
    - meilleure reconstruction d'un centre historique : Historisches Gesellschaft Dresden Neumarkt, Dresde, Allemagne ;
    - meilleure reconstruction d'un centre ville : Palerme, Italie ;
    - meilleur Nouveau village : Poundbury, Dorchester, Royaume-Uni ;
    - meilleure intervention publique : Rathaus Viertel, Gladbeck, Allemagne ;
    - meilleur centre de quartier : Borgo Città Nuova, Alexandrie, Italie ;
    - meilleure place d'Europe : Urban del Juncal, Irun, Espagne ;
    - meilleure nouvelle Cité-jardin :Heulebrug, Knokke-Heist, Belgique ;
    - meilleur campus : Akroken Campus, Sundsvall, Suède.

  - Mentions :
    - Mention spéciale pour la qualité de l’extension des villes espagnoles
- 2011 : 
  - Lauréats :
    - Ramun Fidel Capaul & Gordian Blumenthal
    - David Chipperfield Architects Avec Julian Harrap
    - Dap Studio Elena Sacco & Paolo Danelli
    - 5+1aa, Alfonso Femia, Gianluca Peluffo, Simonetta Cenci
    - Stefan Forster
    - Massimo Carmassi Studio Di Architeturra Avec Risorse Per Roma
    - Prix spécial du jury :
    - Francis Metzger, Metzger & Associés Architecture (MA²)
- 2014 :
  - Lauréats : 
    - María Gonzalez, Juanjo López De La Cruz. Sol89
    - Bruno Rollet Architect
    - Pascal Flammer
    - Farestudio, Riccardo Vannucci

  - Mentions :
    - Big Bjarke Ingels Group
    - Atelier Kempe Thill
    - État Arkitekter Ab, Sweden, Erik Törnkvist, Sar/Msa Et Malin Belfrage, Sar/Msa
    - Savioz Fabrizzi Architects
    - Office Kersten Geers David Van Severen
- 2017[6] :
  - Lauréats : 
    - Prix pour "l'eau et la ville",  De Urbanisten, Watersquare à Rotterdam, Pays-Bas
    - Prix pour "l'eau et la mémoire", RAAF Atelier de Lyon, Bunker 599 à Culemborg, Pays-Bas
    - Prix pour "l'eau et le sacrée ", Rafael Manzano Martos (en) y asociados, Reconstruction des ruines du Monastère de San Pelayo de Cerrato pour la "Fundación grupo Siro" à Antigüedad, Espagne
    - Prix spécial pour "L'eau et l'urgence", Centre Ndomo, "Le Ndomo" : l'espace de recyclage et de réutilisation  des déchets liquides et solides à Ségou, Mali

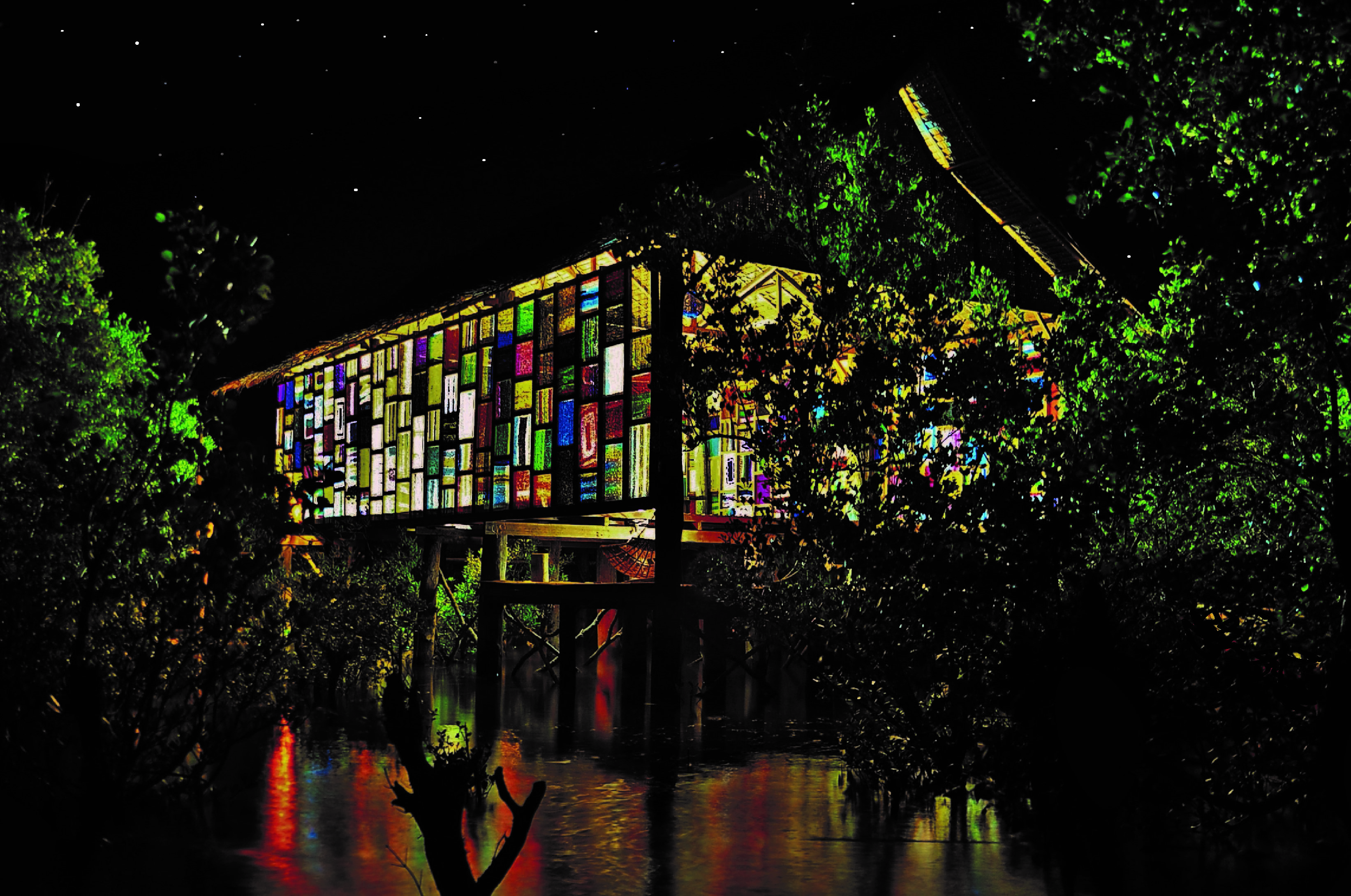
Centre pluridisciplinaire du village Badjau.

    - Centre pluridisciplinaire du village Badjau. Prix spécial pour "L'eau et l'urgence", Christophe Cormy Donat, Ikiko Village, construction d’un village de 50 maisons et d’un centre pluridisciplinaire pour une communauté de Badjau, à Isabel, île de Leyte, Philippines
    - Prix d'imagination, Vincent Callebaut Architecture, Aequorea, un gratte-mer imprimé en 3D à partir des déchets du septième continent, 5 Gyres Océaniques, Rio de Janeiro, Brazil

  - Mentions :
    - Sandro Rossi, Edoardo Guazzoni, Paolo Rizzatto, La nouvelle Darsena de Milan, Italie
    - Christian Harlé – architecte ǀ Arlette Harlé – designer, Ruisseau et chemin d'eau à Saint-Donan, France
    - Realities: united (Jan & Tim Edler) en collaboration avec Flussbad Berlin e.V. , Flussbad Berlin - projet d’assainissement du canal de la Spree à Berlin, Allemagne
    - Fernando Vegas López-Manzanares & Camilla Mileto, Restauration du pont médieval sur la rivière Truchas à Pobleta de San Miguel, Espagne
- 2021[7]
  - Lauréats :
    - Grand Prix Philippe Rotthier : Anna Heringer (en) pour Anandoloy (Centre d'accueil pour les personnes handicapées et atelier de couture pour femmes "Dipdii Textiles" à Rudrapur, Bangladesh
    - Prix Philippe Rotthier pour "La reconstruction" : Terrachidia (Marta Colmenares Fernández, Oriol Domínguez Martínez, Alejandro García Hermida, Rebeca Gómez-Gordo Villa, Carmen Moreno Adán and Raquel Peña López) pour M'Hamid Oasis à Zagora, Maroc
    - Prix spécial du jury : attribué à l’écrivain et journaliste français Stéphane Bern pour son action déterminante en faveur de la connaissance, la protection et la mise en valeur du patrimoine architectural

  - Mentions artistiques
    - Onzgi pour Somewhere
    - RAAAF ǀ Atelier de Lyon pour Deltawerk à Waterloopbos, Pays-Bas

  - Mentions
    - Bernardo Bader architekten pour Chapelle Salgenreute à Krumbach, Autriche
    - Pierre-François Limbosch et Frédéric Grousset pour Le Projet Philibert à Les Pechs du Vers, France
    - Magén Arquitectos (Jaime Magén, Francisco Javier Magén) pour Auditorium-théâtre à Illueca, Espagne
    - Buzzo Spinelli Architecture pour Mantinum à Bastia en Corse, France
    - Xaveer De Geyter Architects pour Melopee School à Gand, Belgique

  - Nommés
    - M. Hosam Jiroudy pour Shafa Pavilions à Ash-Shafa, Arabie Saoudite
    - Fernando Vegas & Camilla Mileto pour Jardin de la mémoire sur les ruines du couvent de S. Francisco à Vinaròs, Espagne
    - Piuarch architecture studio pour Gucci Hub (projet de redéveloppement d’un site industriel abandonné) à Milan, Italie
    - ZAA Zamboni Associati Architettura pour Chiostri Di San Pietro à Reggio d'Émilie, Italie
    - 10dedosvalentes pour Centre équestre thérapeutique à Porto, Portugal
    - Barozzi Veiga pour Musée cantonal des Beaux-Arts de Lausanne, Suisse
    - ASSEMBLE pour Granby Four Streets à Liverpool, Royaume-Uni
    - Le collectif l’Harmattan architecture pour Xewa Sowé dans la Commune de Glazoué, Bénin
    - Gabriele Evangelisti, architect pour Umamma à San Miniato (Pise), Italie
    - Roldán Berengué arqts – Mercè Berengué, Miguel Roldán pour Fabra & Coats à Barcelone, Espagne
    - Atelier 4 Studio – team leader Alban Eftimi and Olsi Eftimi pour Restauration et requalification du centre de Vlora, Albanie
    - Kollektív műterem Ltd. pour Centre scolaire St. John the Baptist à Zsámbék, Hongrie
    - Architect Debmalya Guha, Pace Consultants, Architecture and Urban Design, Le Sana Beach Resort à Contai, Bengale-Occidental, Inde
    - D. Turgut CIKIS, Ahmet SAYAR – AyyapI Architects, Anthaven – Aspat, Bodrum, Muğla, Turquie
    - Amelia Tavella, Ecole A Strega à Santa-Maria Siché, Corse, France
    - Buzzo Spinelli Architecture pour La maison des pêcheurs à Bonifacio, Corse, France
    - Alejandro Beautell pour Eglise Alcalá, à Santa Cruz de Tenerife, Espagne
    - Association ra.syn, Marie Gilliard et Floran Martineau pour A sheltering roof (salle de classe professionnelle), Kassi Kunda, Gambie

## Prix 2020[8]
Un Prix exceptionnel Philippe Rotthier pour la Reconstruction de la Ville a été attribué en 2020 à Leila Mustapha, Maire de Raqqua pour le travail immense et essentiel qu’elle a réalisé pour la réconciliation et la reconstruction de la ville de Raqqa.

## Prix 2021
Les réalisations primées seront rassemblées dans un catalogue et exposées en octobre 2021 dans les salles de la Fondation CIVA à Bruxelles, dont l’inauguration aura lieu simultanément lors de la cérémonie de remise de prix.  